# Kalauzhal

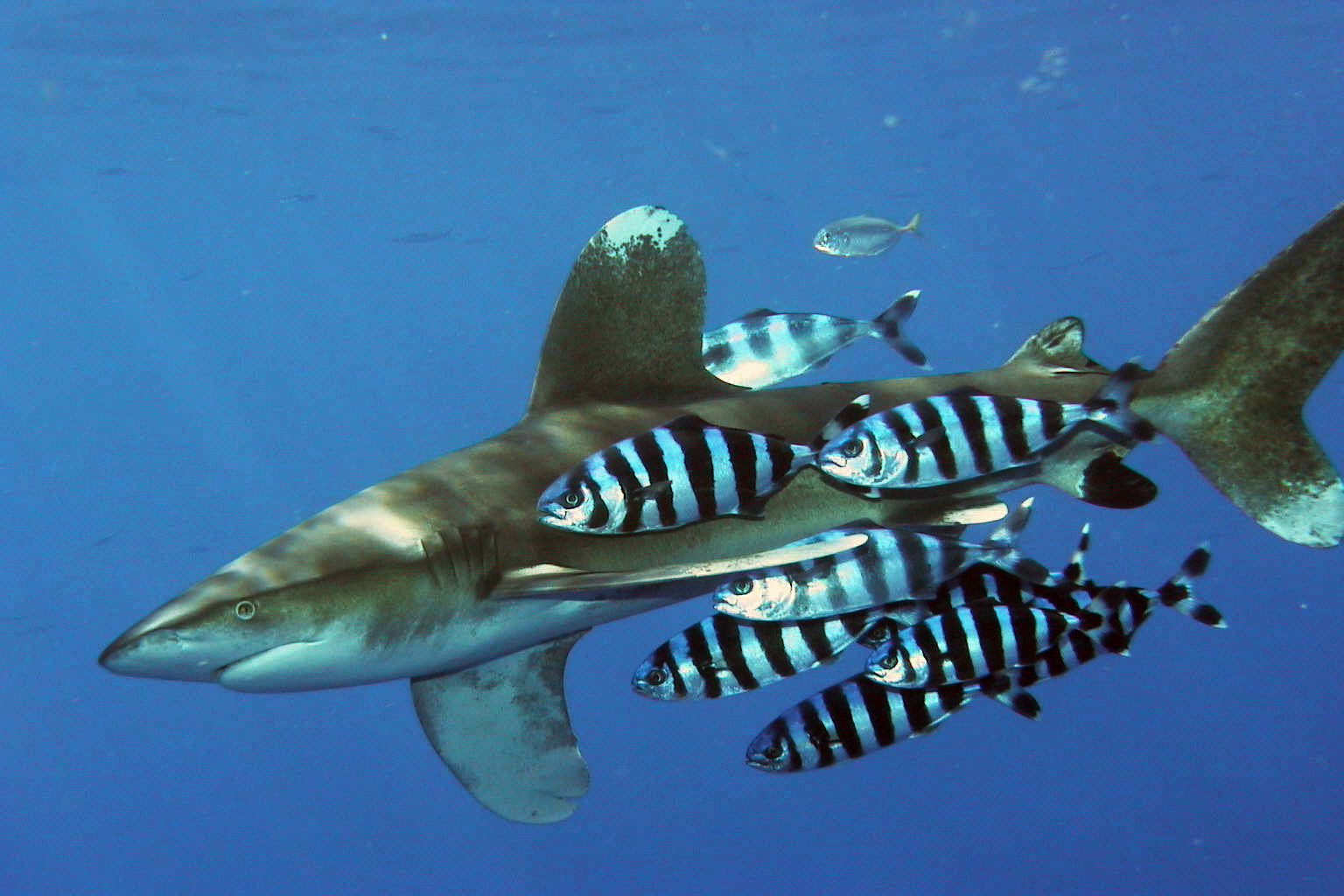
Óceáni fehérfoltú cápát követő kalauzhalak

A kalauzhal (Naucrates ductor) a csontos halak (Osteichthyes) főosztályának sugarasúszójú halak (Actinopterygii) osztályába, ezen belül a sügéralakúak (Perciformes) rendjébe és a tüskésmakréla-félék (Carangidae) családjába tartozó faj.
Nemének egyetlen faja.

## Előfordulása
A kalauzhal széles körben elterjedt, ragadozó életmódot folytató halfaj. A Föld trópusi és melegebb nyíltvizeiben található meg. Az Atlanti-óceán nyugati részén, a kanadai Új-Skóciától Argentínáig, míg ugyanez az óceán keleti részén, a Brit-szigetektől (itt eléggé ritkán) és a Vizcayai-öböltől egészen Angoláig terjed az élőhelye. A Földközi-tengerben és a Kanári-szigetek környékén is megtalálható. A Csendes-óceán keleti részén, a Brit Columbia-i Vancouver-sziget körül és a Galápagos-szigeteknél. található meg. Az Indiai-óceán minden részén előfordul a kalauzhal.

## Megjelenése
A kalauzhal színezete a sötét kéktől a feketés-ezüstösig változik, hasi része világosabb. A kalauzhal amikor izgatott, kis időre színt tud változtatni; a sötét csíkjai eltűnnek és fehéres-ezüstössé válik és három vastag sötétkék sáv jelenik meg a hátán. Nyugalmi állapotban a halnak 5-7 sötét keresztcsíkja van. A kalauzhal hossza 60-70 centiméter.

## Életmódja
A kalauzhalak a cápák, ráják és tengeri teknősök köré gyülnek. A gazda állatok élősködőit és táplálékának maradékait fogyasztják el. A kalauzhalak ivadékai a medúzákkkal és a sodródó algákkal úsznak. E halak néha a hajókat is követik, ily módon eljutottak az írországi Cork megye közelébe is. Sokszor észrevettek kalauzhalakat Anglia partjainál is.
Habár számos cápafajt követnek, úgy látszik, hogy a kalauzhalak gyakran az óceáni fehérfoltú cápát (Carcharhinus longimanus) választják gazdaállatul. E társulásból mindkét állatfaj hasznot húz: a kalauzhal védelmet kap a ragadozókkal szemben, míg a cápa megszabadul az élősködőktől. A cápák csak ritka esetben falják fel kisebb követőiket. A kapcsolatuk olyan szoros, hogy a kalauzhalak fiatalabbja beúszik a cápák szájába, hogy azok fogát megtisztítsa.
30 méternél mélyebb vízmélységben nem fordul elő.

## Felhasználása
E halfaj nem jelent veszélyt az ember számára, sőt ehető is, de mivel nehéz a fogása, ritkán bajlódnak vele. A víz felszínén, kézihálóval is fogható. Frissen, szárítva vagy sózva árusítják. Az akváriumoknak is fognak be belőlük.

### Fordítás
- Ez a szócikk részben vagy egészben  a   Pilot fish című angol Wikipédia-szócikk fordításán alapul.  Az eredeti cikk szerkesztőit annak laptörténete sorolja fel. Ez a jelzés csupán a megfogalmazás eredetét és a szerzői jogokat jelzi, nem szolgál a cikkben szereplő információk forrásmegjelöléseként.